# 兵庫県立家島高等学校
兵庫県立家島高等学校（ひょうごけんりついえしまこうとうがっこう）は、兵庫県姫路市家島町にある公立高等学校。
2025年度より、兵庫県立姫路南高等学校及び兵庫県立網干高等学校と統合され「兵庫県立姫路海稜高等学校」が開校した。家島高校は2027年（令和9年）3月に閉校となる予定であり、これによって家島諸島から県立高校がなくなる。

## 概要
現在は定員1学年40名の小規模校である。第4学区に属するが、特色選抜は県下全域から出願可能である。家島諸島以外に在住する生徒は、通学の際に主に姫路港からの定期船を利用している。

## 沿革
- 1952年（昭和27年） - 定時制の兵庫県立姫路東高等学校家島分校として開校。
- 1962年（昭和37年） - 全日制に移行。
- 1984年（昭和59年） - 兵庫県立家島高等学校として独立。
- 2022年（令和4年）
  - 7月14日 - 兵庫県立姫路南高等学校と兵庫県立網干高等学校との統廃合が発表される[3]。
  - 11月17日 - 2025年度に開校する統合校が姫路南高校の校地を使用することが決定[4]。
- 2024年（令和6年） - 募集停止。
- 2027年（令和9年）3月31日 - 閉校予定。

## 学科
- 普通科
  - 平成22年度までは、基礎教養類型・総合キャリア類型の2類型を有し、2年生に進級する際にいずれかを選択した。
  - 平成23年度からは、海と科学類型・トータルキャリア類型の2類型を有し、2年生に進級する際にいずれかを選択する。海と科学類型はさらに志望により文系と理系に分けられる。

## 部活動
- 運動部
  - ソフトテニス、バスケットボール、剣道、陸上、バレーボール、マリンスポーツ、ウェイトリフティング
- 文化部
  - 地域クラブ、英会話、華道、茶道、クッキング、コンピュータ